# سسیلی آدامز
سسیلی آدامز (انگلیسی: Cecily Adams؛ ۶ فوریهٔ ۱۹۵۸ – ۳ مارس ۲۰۰۴) یک هنرپیشه، و بازیگر سینما اهل ایالات متحده آمریکا بود. وی بین سال‌های ۱۹۸۲ تا ۲۰۰۴ میلادی فعالیت می‌کرد.